# アンチポルノ
『アンチポルノ』は、園子温監督、冨手麻妙主演で2017年1月28日に公開された日本映画。
人気女性小説家の、夢とも現実ともつかない生活を描く。宣伝材料におけるキャッチコピーは劇中の台詞を再構成した「処女なのに売女　自由なのに奴隷　憂鬱すぎる日曜日」。

## 概要
日活ロマンポルノ45周年を記念して企画された「ロマンポルノ・リブート」の一作として制作、公開された作品である。制作にあたり、「70分前後」「10分に1回程度の濡れ場」「撮影は1週間」「製作費は定額」「オリジナルストーリー」というマニフェストが設けられている。
タイトルは「ポルノの否定」を意味するが、監督の園子温はインタビューの中で「日活からオファーがあった時、ロマンポルノに対して思い入れがあるわけではなく、懐古趣味で映画を撮るのは嫌だったので一度は断った。アンチポルノだったら撮れる、と口にしたらそれでもいい、ということになった」と答えている。
主演の冨手麻妙は元AKB48の研究生で、卒業とともに女優に転向した。園子温のファンを公言しており、園の近作には連続して出演し、初主演の今作で初ヌードを披露している。冨手および筒井真理子、下村愛、吉牟田眞奈のヌードは（かつてのヘア解禁前から製作が休止していた）日活ロマンポルノ作品として史上初のヘアヌードとなった。
かつてのロマンポルノの人気女優だった田中真理はこの作品の感想として『園監督の世界観がたっぷり描かれていて、質の高い舞台劇をみているようでした。冨手さんも筒井さんも難しい役をしっかり演じられていて、楽しんでみせていただきました。まさに、今！2017年の作品だと感じられました。』と答えている。

## 登場人物
京子：冨手麻妙
時代の寵児として脚光を浴びている女性小説家。赤や黄色などの原色に彩られた部屋で生活しており、自ら「気の触れた女」というほどエキセントリックな言動を繰り返す。
典子：筒井真理子
京子の女性マネージャー。多忙な彼女のスケジュールを分単位で管理している。京子に対しては極めて従順で、どんな無茶な命令にも従う。
妙子：福田愛美
京子の妹で、ピアノの得意な少女。すでに故人だが度々京子の前に幻で現れる。
ワタナベ：小谷早弥花
ファッション雑誌の女性編集長。京子へのインタビューの際にも傲慢な態度を隠さない「バカ女」。
100（ワン・ハンドレッド）：不二子
インタビューに同行する女性カメラマン。馴れ馴れしい態度をとる「変な名前のバカ女」。顔中にピアスをしたヘアメイクや、ペニバンを付けた助手などスタッフはすべて女性。
アレックス子：麻美
100の助手。
スージーZ：下村愛
100の助手。
鈴木剛：貴山侑哉
鈴木蘭子：吉牟田眞奈
京子の両親。京子の実母はすでに他界しており、蘭子は後妻。夫婦生活を京子に覗かれている。
大根太：長谷川大
京子の「処女を奪ってほしい」という望みに応じて、森の中で服も脱がずに京子を犯す、通りがかりの青年。
原口あやお：坂東工
「時代のカリスマとしての京子」を演じる京子の言動に対してダメ出しをする映画監督。
助監督：小橋秀行
その他キャスト：池田ひらり、沙紀、河屋秀俊、内野智

## スタッフ
- 監督：園子温
- 脚本：園子温
- 製作：由里敬三
- エグゼクティブプロデューサー：田中正
- プロデューサー：小室直子、高橋政彦
- アソシエイトプロデューサー：高木希世江、山本章
- 撮影：伊藤麻樹
- 照明：藤森玄一郎
- 録音：伊藤裕規
- 美術：松塚隆史
- 装飾：錦織洋史
- 衣装デザイン：澤田石和寛
- ワードローブスーパーバイザー：矢澤美智子
- 衣装：小笠原吉恵
- ヘア：フジウジミ
- メイク：佐々木弥生
- 編集：伊藤潤一
- 音楽プロデュース：菊地智敦
- 音響効果：岡瀬晶彦
- スクリプター：工藤みずほ
- キャスティング：細川久美子
- 助監督：綾部真弥、松尾大輔
- 制作担当：益岡正志